# Carl Theodor Dreyer
Carl Theodor Dreyer   (Copenhaguen, 3 de febrer de 1889 - Copenhaguen, 20 de març de 1968) fou un director de cinema i guionista danès, considerat un dels principals creadors de l'art cinematogràfic. Tot i que la seva carrera es va estendre des de la dècada de 1910 fins als dècada de 1960, la seva meticulositat, el seu perfeccionisme i la seva obstinada devoció pel seu propi art, van fer que la seva producció fos escassa. Amb tot, va produir alguns dels clàssics perdurables del cinema internacional.

## Biografia
Dreyer va néixer fora del matrimoni de la mestressa sueca Josefina Nilsson (1855-1891). El pare era el terratinent danès Jens Christian Torp (1850-1928). Torp no volia reconèixer el nen, i la mare volia evitar un escàndol fent saber a la gent que estava embarassada. Per tant, va deixar la seva regió natal a Skåne i va donar a llum en secret a Copenhaguen el 1889. El nen va ser donat en adopció.
Quan Dreyer tenia dos anys, va ser adoptat pel tipògraf Carl Theodor Dreyer i la seva dona Marie Dreyer. El jove Dreyer va rebre bones condicions materials, però poc amor. Va tenir una relació tensa entre Dreyer i la seva família adoptiva, especialment la seva mare, que el va portar a una idealització corresponent de la seva mare biològica, Josefina Nilsson, a qui no coneixia. Els seus pares adoptius eren luterans estrictes, i l'educació rebuda segurament va ser molt influent en els temes de molts dels seus films.
Dreyer era ideològicament conservador. David Bordwell va declarar: «De jove va pertànyer al Partit Socioliberal, un grup conservador radical només en la seva oposició a les despeses militars.» Dreyer va recordar «Fins i tot quan estava amb Ekstrabladet, era conservador... no crec en les revolucions. Tenen, per regla general, la tediosa qualitat de tirar enrere el desenvolupament. Crec més en l'evolució, en els petits avenços.»
Dreyer va morir a Copenhaguen als 79 anys. El documental Carl Th. Dreyer: Min Métier conté records d'aquelles persones que el van conèixer més bé.

## Carrera
De jove va treballar com a periodista; la seva vocació potser la va trobar escrivint els intertítols d'alguns films muts i més endavant escrivint guions.

### Director de cinema
Els seus inicis com a director, des del 1918, van tenir un èxit limitat. Però va rodar tots els anys en aquesta dècada, així la fallida Hi havia una vegada (Der Var Engang, 1922), i dues vegades a Alemanya amb la UFA, com Mikaël (1924), basada en una obra d’Herman Bang, de gran qualitat visual i psicològica.
La fama li va arribar amb el film Du skal ære din hustru (Honraràs la teva esposa), el 1925. L'èxit aconseguit al seu país es va convertir en un triomf enorme a França, i la Société Genérale des Films li va encarregar li va encarregar la realització d'un llargmetratge sobre alguna heroïna nacional: Joana d'Arc, Caterina de Mèdici o Maria Antonieta d'Àustria; per un mer sorteig, va sortir la primera. El film, La Passion de Jeanne d'Arc, en què també va participar en el muntatge, es va estrenar el 1928 i es va convertir en el seu primer gran clàssic. Va escriure el guió amb l'ajut de Michel Champion, treballant amb les transcripcions originals del procés a Joana d'Arc, i va crear una obra mestra emocionant, amb influències tant del realisme com de l'expressionisme cinematogràfic, però sense maquillar els personatges (entre ells, hi havia Antonin Artaud).
Els decorats eren blancs i tota la pel·lícula estava rodada a base de primers plans. El responsable del decorat va ser el berlinès Hermann Warm, que havia elaborat els fons expressionistes de L'estudiant de Praga (1913), El gabinet del Dr. Caligari (1919) i Der müde Tod (1921). L'actriu, Maria Falconetti, que va conèixer Dreyer als teatres de París, va ser dirigida meticulosament ; la seva genial interpretació, molt profunda, va fer que després abandonés el teatre.
Dreyer no volia ser encasellat com a místic, i la seva següent pel·lícula, rodada aquesta vegada per complet en decorats naturals, va tractar d'una «bruixa vampir» (Vampyr – Der Traum des Allan Gray) (1932), una meditació surrealista sobre la por. En els crèdits del film assenyala l'origen a Carmilla de Sheridan Le Fanu, però ell més aviat va partir d'una idea original seva i del seu amic Christen Jul, jugant amb elements preexistents. Vampyr és una meditació surrealista sobre la por, que avui es considera mestra. La lògica cedeix el pas a les emocions ia l'atmosfera en aquesta història, en què un home protegeix dues germanes d'un vampir. El film conté moltes imatges inoblidables, com la de l'heroi que somia amb el seu propi enterrament, i aquella altra de l'animal assedegat de sang sobre el rostre d'una de les germanes, mentre aquesta està segrestada sota l'encantament del vampir. La pel·lícula era originàriament muda, però li van ser afegits diàlegs parlats mitjançant doblatge.
Cap d'aquests dos films van ser un èxit a les taquilles, i Dreyer no va tornar a dirigir un altre film fins al 1943, amb Dinamarca sota l'ocupació nazi, en què va fer Dies Irae, que tracta de la hipocresia dels que condemnaven les bruixes. Amb aquest film Dreyer va fixar l'estil que marcaria la seva obra en l'època sonora: composicions molt cuidades, una crua fotografia en blanc i negre i preses molt llargues.
A Suècia va fer Dues persones (1944), amb actors imposats i no seleccionats per ell, que per a ell va ser fallida, si bé és una història d'interès dramàtic. Va passar un llarg període sense rodar. La seva oposició al nazisme, amb els seus criteris racials, el van portar a un rebuig violent. Per a ell, l'expulsió de tants artistes i escriptors, des del 1933, va convertir una gran cinematografia en pures serradures. Aleshores va anar perfilant un projecte sobre la Vida de Jesús, no realitzat finalment, que tenia com una de les metes essencials mostrar el caràcter clarament jueu d'aquest, i mostrar amb la millor bibliografia que la seva condemna va ser un assumpte del poder romà, que el va criminalitzar, però que delegava poders locals en assumptes de justícia. Dos projectes més, tampoc realitzats, van ser Llum d'agost, sobre l’homònima novel·la de Faulkner, i Medea, un guió del qual Lars Von Trier faria més tard el telefilm Medea.
El 1955 va rodar Ordet («la paraula»), basada en l'obra de teatre homònima de Kaj Munk, i que havia tingut gran èxit als països escandinaus (Munk va ser assassinat el 1944 com a resistent). El film combina una història d'amor del tipus Romeu i Julieta amb un examen de la fe. Aquest film li va valdre el Lleó d'or al Festival Internacional de Cinema de Venècia el 1955. El projecte es remuntava al 1920. Hi combina una fervorosa història d'amor al mig camperol amb un examen sobre el destí. El personatge central, un teòleg embogit per les seves lectures de Soren Kierkegaard que es creu Jesús, posa en dubte la presumpta fe religiosa de la família davant la mort. Aquesta pel·lícula li va valer el Lleó d'Or al Festival Internacional de Cinema de Venècia el 1955. Hi destaca el ritme pausat, la pràctica absència de muntatge per tall entre escenes, en què Dreyer deixa que els actors entrin i surtin d'enquadrament a l'estil del muntatge teatral. És una obra carregada de preocupacions religioses, però també exaltadora de la vida: «però jo volia el cos», diu el marit quan ella mor.
La seva vida professional es va estabilitzar en encarregar-li la direcció del cinema al seu país, però va seguir amb els seus projectes habituals, que de vegades es prolongaven deu anys o més.
L'última obra de Dreyer va ser Gertrud (1965), basada en la peça homònima de Söderberg. Si bé és molt diferent de les precedents, resulta una mena de testament artístic de l'autor, en la mesura que tracta d'una dona que en separar-se del marit es manté fidel al seu ideal d'amor: estimar l'altre per sobre de tot, fins i tot d'un mateix. Ella, amb gran vitalitat, no es penedeix mai de les eleccions preses com diu al final, passats molts anys.
Dreyer, amb cert halo cristià, va reconèixer que molt del seu cinema s'havia preocupat per la intolerància, com a obsessió personal; i comptant amb la impressió que li va causar Intolerància de Griffith. A Dies irae hi havia «la intolerància que van fer gala els cristians davant de tots aquells que seguien encara lligats a les supersticions i tot el que encara sobrevivia. Fins i tot a Gertrud també se sent aquesta intolerància, però aquí apareix a la pròpia Gertrud, que mai no acceptarà res que no senti ella mateixa i que exigeix, en certa manera, que tots s'inclinin davant d'ella».

## Idees
És un director molt tancat a les seves idees i projectes (però amb preocupacions polítiques essencials), de fet no va anar a veure pel·lícules en general. Dels nous, no va veure res de Bresson, va lloar Jules et Jim de Truffaut i la segona part d’Hiroshima mon amour de Resnais, així mateix El silenci de Bergman («una obra mestra»), del qual no va conèixer gaire més.
Si bé la seva carrera va durar cinquanta anys, des dels anys 1910 fins als anys 1960, la seva concentració, els seus mètodes tan rigorosos, la idiosincràsia del seu estil i la devoció obstinada pel seu propi art van fer que la seva producció resultés menys prolífica del que s'hagués pogut esperar.
De fet, va preferir la qualitat a la quantitat, cosa que el va portar a produir alguns dels clàssics més grans del cinema internacional. La seva honestedat amb ell mateix i la seva feina; així com, la seva fidelitat a la seva vocació i gran passió, el cinema com a expressió artística, va fer que només fes les pel·lícules que pensava havia de fer i tal com les havia de fer. El seu perfeccionisme, per exemple, el va fer suspendre un rodatge perquè els núvols no anaven a la direcció esperada o elaborar costosos decorats només perquè els actors se sentissin més inspirats.
A Apuntes sobre l'estil Dreyer escriu que el seu cinema busca les experiències íntimes de l'home i intenta endinsar-se en el misteri i els conflictes interiors dels humans. D'altra banda, va teoritzar sobre el color naixent al cinema, sobre la foscor com a valor, sobre el cinema sonor, sobre el realisme, alhora necessari i superable, sobre l'absència de maquillatge com a depuració.
El valuós documental Carl Th. Dreyer: Min Métier (El meu ofici, 1995), dirigit per Torben Skjødt Jensen, conté records dels qui el van conèixer a fons.

## Filmografia

### Com a director

#### Pel·lícules mudes
- Præsidenten (1919)
- La vídua del pastor (Prästänkan) (1920)
- Pàgines del llibre de Satanàs (Blade af Satans bog) (1921)
- Els estigmatitzats (Die Gezeichneten) (1921)
- Vet aquí que una vegada (Der var engang) (1922)
- Michael (Mikaël) (1924)
- El senyor de la casa (Du skal ære din hustru) (1925)
- La nòvia de Glomdal (Glomdalsbruden) (1925)
- Passió i mort de Joana d'Arc (1928)

#### Cinema sonor
llargmetratges
- El vampir (Vampyr – Der Traum des Allan Gray) (1932)
- Jungla Negra (L'esclave blanc) (1936)
- Vredens Dag (1943)
- Dos éssers (Två människor) (1945)
- La paraula (Ordet) (1955)
- Gertrud (1965)

curtmetratges
- Mødrehjælpen (1942)
- L'aigua al camp (Vandet på landet) (1946)
- Kampen mod kræften (1947)
- Landsbykirken (1947)
- De nåede færgen (1948)
- Thorvaldsen (1949)
- El pont de Storstrom (Storstrømsbroen) (1950)
- Un castell en un castell (Et Slot i et Slot) (1954)

### Com a guionista

#### Pel·lícules mudes
- Bryggerens datter (1912)
- Hans og Grethe (1913)
- Balloneksplosionen (1913)
- Krigskorrespondenter (1913)
- Chatollets hemmelighed (1913)
- Ned Med Vaabnene (1914)
- Juvelerernes skraek (1915)
- Penge (1915)
- Den hvide djævel (1916)
- Den skønne Evelyn (1916)
- Rovedderkoppen (1916)
- En forbryders liv og levned (1916)
- Guldets gift (1916)
- Pavilionens hemmelighed (1916)
- Den Mystiske selskabsdame (1917)
- Hans rigtige kone (1917)
- Fange no. 113 (1917)
- Hotel Paradis (1917)
- Lydia (1918)
- Glaedens dag (1918)
- Præsidenten (1919)
- Gillekop (1919)
- Grevindens ære (1919)
- La vídua del pastor (Prästänkan) (1920)
- Pàgines del llibre de Satanàs (Blade af Satans bog) (1921)
- Els estigmatitzats (Die Gezeichneten) (1921)
- Vet aquí que una vegada (Der Var Engang) (1922)
- Desig del cor (Mikaël) (1924)
- Du skal ære din hustru (1925)
- La nòvia de Glomdal (Glomdalsbruden) (1925)
- La Passion de Jeanne d'Arc (1928)

#### Cinema sonor
- El vampir (Vampyr - Der Traum des Allan Grey) (1932)
- Mødrehjælpen (1942)
- Dies Irae (Vredens Dag) (1943)
- Dos éssers (Två människor) (1945)
- L'aigua al camp (Vandet på landet) (1946)
- Kampen mod kræften (1947)
- De gamle (1947)
- Landsbykirken (1947)
- De nåede færgen (1948)
- Thorvaldsen (1949)
- El pont de Storstrom (Storstrømsbroen) (1950)
- Shakespeare og Kronborg (1950)
- Rønnes og Nexøs genopbygning (1954)
- Un castell en un castell (Et Slot i et Slot) (1954)
- Ordet (1955)
- Noget om Norden (1956)
- Gertrud (1965)

### Com a actor
- Dødsridtet (1912) de Rasmus Ottesen